# Peter Beets
Peter Beets (Den Haag, 12 juni 1971) is een Nederlandse jazzpianist.

## De vroege jaren
Beets groeide op in een muzikaal gezin in Groenlo. Zijn moeder was muzieklerares; zijn vader was daar gynaecoloog met een grote voorliefde voor de muziek van Oscar Peterson en Art Blakey. Zijn broers Marius (1966) en Alexander (1968) zijn eveneens beroepsmusici. Na zijn middelbare school studeerde Beets vanaf 1989 aan het conservatorium in Den Haag, een studie die hij combineerde met een rechtenstudie.

## Begin carrière
Vanaf 1985 treden de drie broers samen op als Beets Brothers. In 1988 won Beets de Pall Mall Swing Award en een jaar later het Prinses Christina Concours. In 1990 verscheen het eerste album Beets Brothers, gevolgd door  School is closed now in 1993 en Brotherwise in 1995. In 1996 nam Beets het album First Date op met bassist en broer Marius Beets en de Amerikaanse drummer Jeff Hamilton, die grote naam verwierf als drijvende kracht achter Monty Alexander en Oscar Peterson. Beets werd een veelgevraagd pianist in binnen- en buitenland en begeleidde onder meer Deborah Brown, Dee Daniels en Rita Reys. Tussen de bedrijven door rondde hij zijn conservatoriumstudie af in 1998, het jaar waarin hij de vaste pianist van het Jazz Orchestra of the Concertgebouw werd en in Parijs de Prix Martial Solal won. Met trombonist Curtis Fuller nam Beets in 1999 een live-album op en hij won dat jaar het Concours de solistes de Jazz in Monaco. Er volgden meer albums: Powerhouse in 2000 en All or nothing at all in 2001.

## Vervolg carrière
In 2001 nam hij in New York het album New York Trio op voor het Criss Cross label. Hierop is hij te horen met het Amerikaanse ritmetandem Rodney Whitaker en Willie Jones III. Het album verkocht goed en Beets kreeg nationaal en internationaal veel publiciteit. Na het vervolg, New York Trio Page Two (2003), met Larry Grenadier, verscheen in 2005 zijn derde album op het Criss Cross-label, nu met Reginald Veal en drummer Herlin Riley. In oktober 2007 kwam zijn album New Groove uit, waarop hij de bezetting van piano, gitaar en contrabas nieuw leven inblaast met Joe Cohn en Martijn van Iterson afwisselend op gitaar en Reuben Rogers afgewisseld met Ruud Jacobs op contrabas.
In oktober 2010 nam Beets het album Chopin meets the Blues op met eigentijdse jazzarrangementen van beroemde composities. Op deze cd speelt hij met Joe Cohn, Reuben Rogers en Greg Hutchinson. Het album Blues for the Date, live opgenomen met het Jazz Orchestra of the Concertgebouw, bevat uitsluitend eigen composities van Beets. Voor deze cd ontving hij in november 2010 een Edison. Naar aanleiding hiervan werd hij uitgenodigd als gastsolist bij het Metropole Orkest.
Beets en zijn trio toerden door de meeste Europese landen en ook in Japan, Rusland, India en de Verenigde Staten. Hij was twee keer een week lang special guest in de New Yorkse club Birdland en speelde daar ook in het Lincoln Center. Ook trad hij op in de Salle Pleyel in Parijs.

## Theatertournees
Een duet voor twee vleugels met Chick Corea in de Grote Zaal van het Concertgebouw resulteerde in regelmatige optredens met zijn trio aldaar. Zijn Nederlandse theatertournee Van Bach tot Blues (2003) was zo succesvol dat hij in september 2005 in de theaters terugkeerde met het programma Chopin meets the Blues. Vanaf najaar 2007 speelde Beets weer in de theaters, deze keer met The Blues goes Latin, waarin hij de invloed van Zuid-Amerikaanse muziek op de jazz uitlicht. Sinds 2009 treedt hij ook op in de Nederlandse theaters met A Tribute to Oscar Peterson. In 2010 werd Beets door Louis van Dijk uitgenodigd voor de uitgebreide theatertournee The Piano Kings. In seizoen 2011-2012 speelde hij in de theaters met het Rosenberg Trio. Daarna schreef Beets in 2014 Opera meets the Blues, met jazzbewerkingen van liederen van onder andere Fauré, Saint-Saëns en Debussy. In 2015 deed Beets het programma Standards and Originals. In 2016 volgde Chopin meets the Blues Goes BIG!, met Chopin-bewerkingen gearrangeerd voor bigband. In hetzelfde jaar tourde Beets met A Glorious Tribute to Rita Reys, waarin zijn trio zangeres Fay Claassen begeleidde. In seizoen 2017-2018 deed Beets een nationale en internationale tournee met The Quartet: Beets, altsaxofonist Benjamin Herman, bassist Ruud Jacobs en drummer Han Bennink.

## The New Jazz Orchestra
Sinds 2018 staat Peter aan het roer van het ‘New Jazz Orchestra’, een 18-koppige bigband die bestaat uit jonge professionals en aanstormende talenten. Op het programma staat nieuw werk dat gebaseerd is op klassieke stukken, gearrangeerd door de bandleden, waarbij het accent ligt op de essentie van de jazz: swing en improvisatie. Van dit ‘New Jazz Orchestra’ verscheen inmiddels vele YouTube concertregistraties en het album ‘The Flying Dutchman’ wat internationaal lovende kritieken ontving.

## Discografie
Peter Beets
- 1996 - First Date
- 1999 - Live at Amersfoort Jazz (met Curtis Fuller)
- 2001 - New York Trio
- 2003 - New York Trio - Page Two
- 2005 - New York Trio - Page Three
- 2005 - Live at the Concertgebouw - Volume I
- 2005 - Live at the Concertgebouw - Volume II
- 2007 - New Groove
- 2009 - First Date Live
- 2010 - Blues for the Date (met Jazz Orchestra of the Concertgebouw)
- 2010 - Chopin meets the Blues
- 2013 - Portrait of Peterson
- 2015 - Chopin meets the Blues Live
- 2018 - Beets meets Rosenberg - Tribute to Django (met Stochelo Rosenberg)
- 2019 - Our Love Is Here To Stay - Gershwin Reimagined
- 2020 - The Flying Dutchman (Peter Beets & the Henk Meutgeert New Jazz Orchestra)
- 2024 - Tchaikovsky, Rachmaninov and All That Jazz!

Beets Brothers
- 1990 - Beets Brothers
- 1993 - School is Closed Now
- 1993 - In the New World
- 1995 - Brotherwise
- 1997 - In Concert At The Jazzcafe
- 2000 - Powerhouse
- 2002 - Live in Holland (cd)
- 2003 - Live in Holland (dvd)

Albums van andere artiesten met Peter Beets als sideman
- 1994 - Tom Klein - Statement
- 1997 - Lils Mackintosh - Seasons
- 1998 - Mark Alban Lotz Quartet - Blue Moods
- 1998 - New Concert Big Band - Festival
- 1999 - Basily - Swing For The Gipsies
- 1999 - Jazz Orchestra of the Concertgebouw - Festival 1999, Part 1
- 1999 - Lils Mackintosh - Black Girl
- 2000 - Deborah Carter & Michael Varekamp & Frits Landesbergen - Dear Louis
- 2000 - Masters Of Swing - Harlem Strut
- 2001 - Rosenberg Trio - Suenos Gitanos
- 2002 - The Hague All Stars - A Tribute To Horace Silver
- 2003 - Jazz Orchestra of the Concertgebouw - 30 Jaar Sesjun
- 2003 - Rita Reys & Beets Brothers - Live In Concert
- 2004 - Jazz Orchestra of the Concertgebouw - Sunday Nights In Amsterdam
- 2004 - Rita Reys - Beautiful Love
- 2005 - Basily - Memories
- 2005 - Marius Beets And The Powerhouse Big Band
- 2005 - Jazz Orchestra of the Concertgebouw & Madeline Bell - Tribute To Ray Charles
- 2007 - Joe Cohn - Shared Contemplations
- 2007 - Jazz Orchestra of the Concertgebouw - Riffs & Rhythms
- 2007 - Piet Noordijk Boptet - Jubilee Concert
- 2007 - Niels Tausk Quintet - Blown Away - An Album Of Dedications
- 2008 - Florin Niculescu - Florin Niculescu Plays Stephane Grappelli
- 2008 - Jazz Orchestra of the Concertgebouw - Silk Rush
- 2009 - Jazz Orchestra of the Concertgebouw - Jazz At The Concertgebouw 3
- 2009 - Ronnie Cuber & Beets Brothers - Infra-Rae
- 2010 - Joe Cohn - Fuego
- 2010 - Rita Reys - Young At Heart
- 2011 - Koh Mr. Saxman / Alexander Beets Quartet / Artvark Saxophone Quartet - King Of Jazz (Tribute To Hm King Bhumibol)
- 2017 - The Quartet - NL Peter Beets, Benjamin Herman, Han Bennink en Ruud Jacobs